# Manuel Locatelli
Manuel Locatelli (født 8. januar 1998) er en italiensk professionel fodboldspiller, som spiller for Serie A-holdet Juventus og Italiens landshold.

## Klubkarriere

### AC Milan
Locatelli begyndte hos Atalanta, før han skiftede til AC Milan som 11-årig. Han gjorde sin førsteholdsdebut for Milan den 21. april 2016. Han fik sit førsteholdsgennembrud i 2016-17 sæsonen, efter at Riccardo Montolivo var blevet skadet i en længere periode. Denne gode sæson for Locatelli blev dog efterfulgt af en skuffende 2017-18 sæson, hvor han blev brugt som reservespiller bag Montolivo og Lucas Biglia, som markant begrænsede hans spilletid.

### Sassuolo
Locatelli skiftede i august 2018 til Sassuolo på en lejeaftale med en obligation på at gøre aftalen permanent. Locatelli sagde efter skiftet, at Milan ikke havde givet havde troet på hans evner. Skiftet blev permanent som følge af aftalen i juli 2019, og han spillede over de næste 2 år en central rolle som fast mand i klubben.

### Juventus
Locatelli skiftede i august 2021 til Juventus på 2-årig lejeaftale med en obligation til at gøre skiftet permanent herefter.

## Landsholdskarriere

### Ungdomslandshold
Locatelli har repræsenteret Italien på flere ungdomsniveauer.

### Seniorlandshold
Locatelli debuterede for Italiens landshold den 7. september 2020. Han var del af Italiens trup som vandt europamesterskabet i 2020.

## Titler
AC Milan
- Supercoppa Italiana: 1 (2016)

Italien
- Europamesterskabet: 1 (2020)

Individuelle
- Premio Bulgarelli Number 8: 1 (2020)